# Ōji-jinja
Ōji-jinja (jap. 王子神社) – chram shintō w Tokio, w dzielnicy Kita, w Japonii.

## Historia i opis
Chram powstał ku czci pięciu tzw. książęcych kami: Izanami i Izanagi, Amaterasu, Hayatama i Yamano. Trzy pierwsze kami są patronami małżeństw, rodziny i szczęśliwych związków i z tego powodu chram odwiedzają głównie nowożeńcy i kobiety w ciąży. Być może miejsce kultu istniało tu już w starożytności, jednak pierwsza wzmianka o chramie Ōji pochodzi z 1322. 
W 1591 siogun Ieyasu Tokugawa nadał chramowi rangę ważnego sanktuarium. Kolejne rozbudowy nastąpiły w 1634, 1703, 1782 i 1820. W 1737 chram otoczono rozległym ogrodem z drzewami wiśni. 
W 1868 chram Ōji został wybrany jako jeden z 10 chramów chroniących Tokio przed złymi wpływami demonów. II wojna światowa przyniosła zniszczenie chramu i otaczającego go parku. Ocalało tylko jedno drzewo, ponad 600-letni miłorząb (pomnik przyrody). Odbudowa chramu trwała od 1959 do 1982. Powstał honden w ozdobnym stylu gongen-zukuri, pomalowany na czarno z dekoracyjnymi złoceniami. 
W chramie odbywają się przedstawienia dengaku. 
Znajduje się tutaj bardzo rzadki w Japonii niewielki chram Seki-jinja ku czci archaicznego kami Semimaru, patrona włosów, peruk oraz muzyki i sztuki.

## Galeria

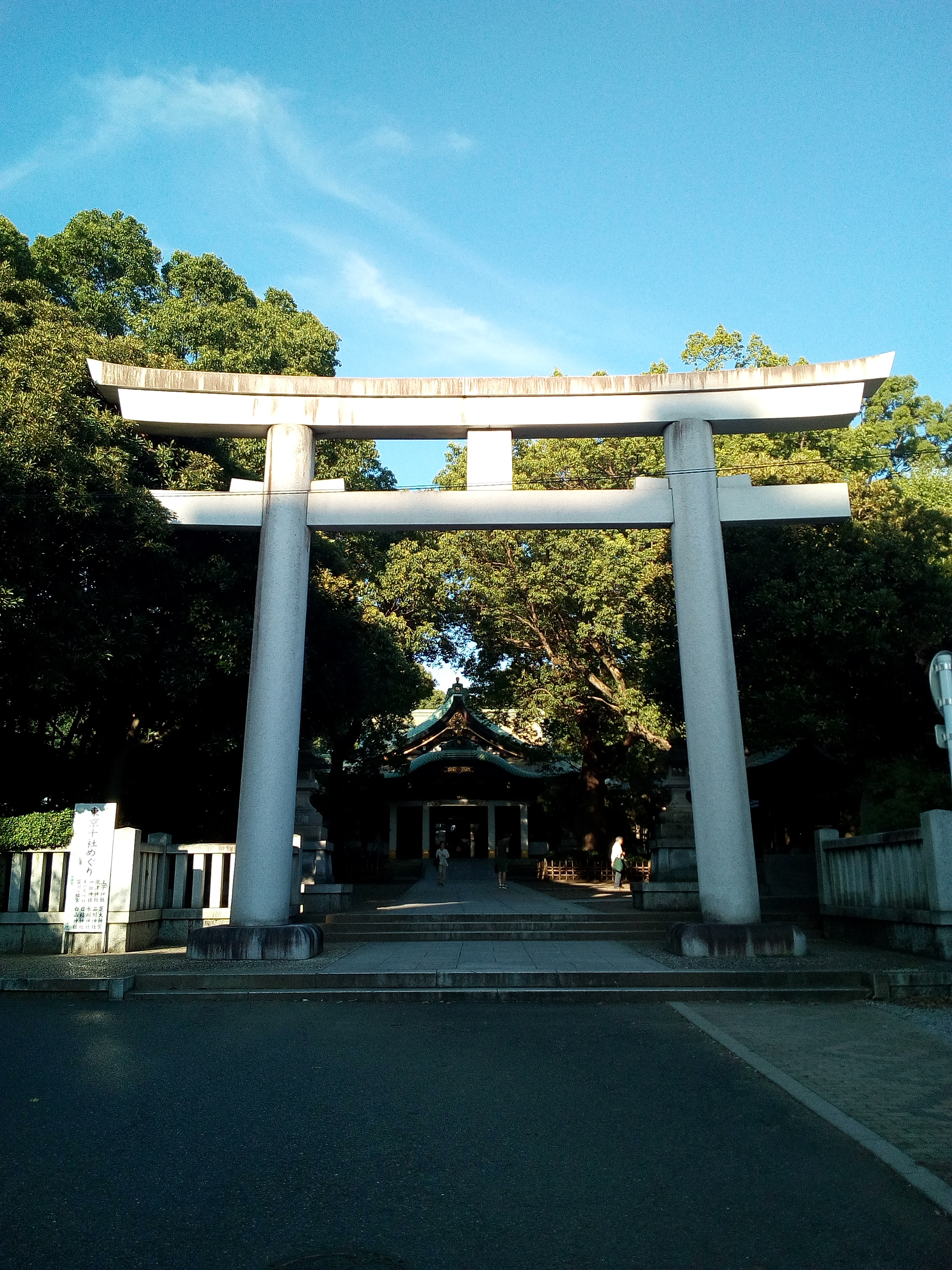
Torii
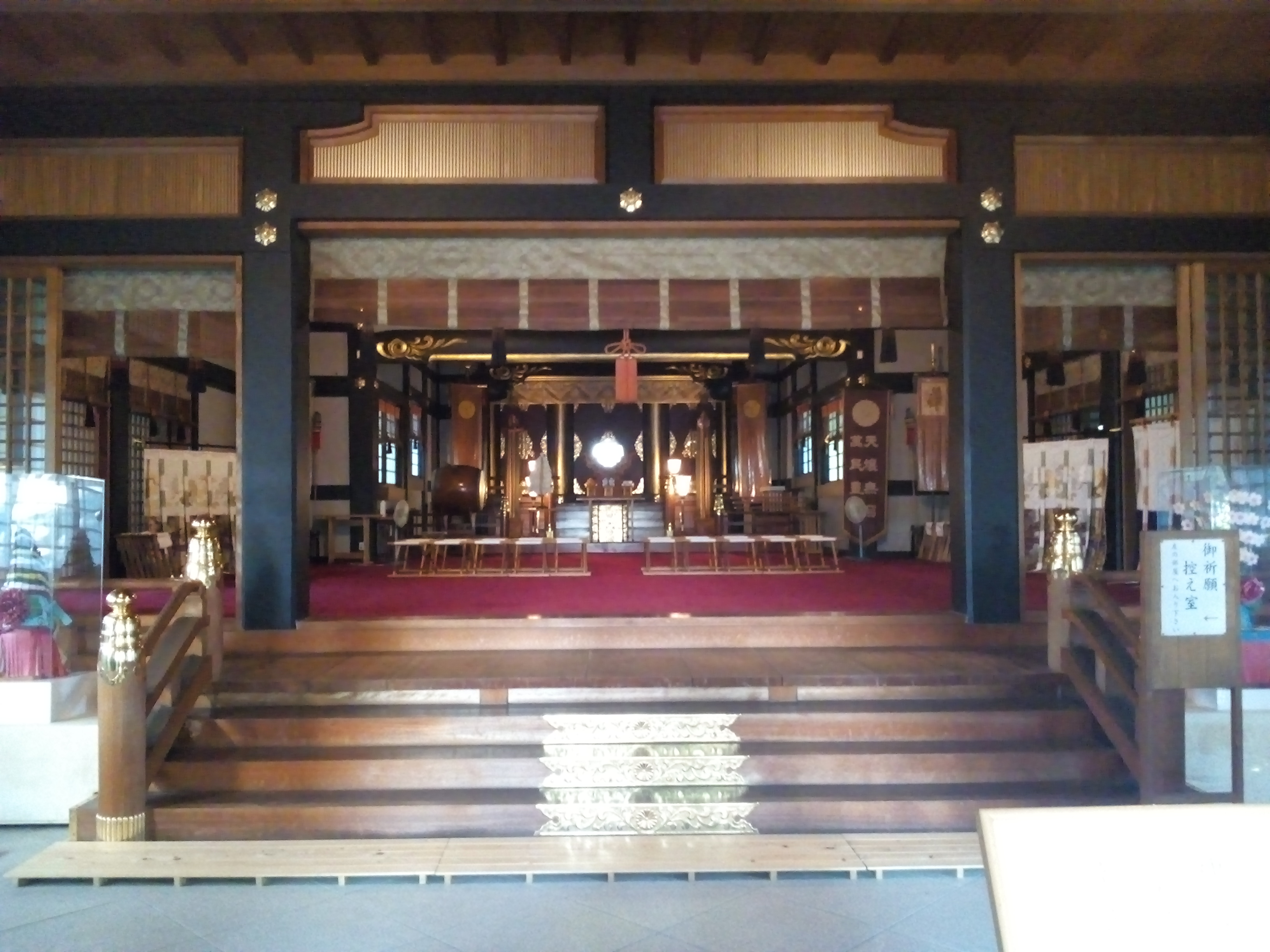
Wnętrze sanktuarium
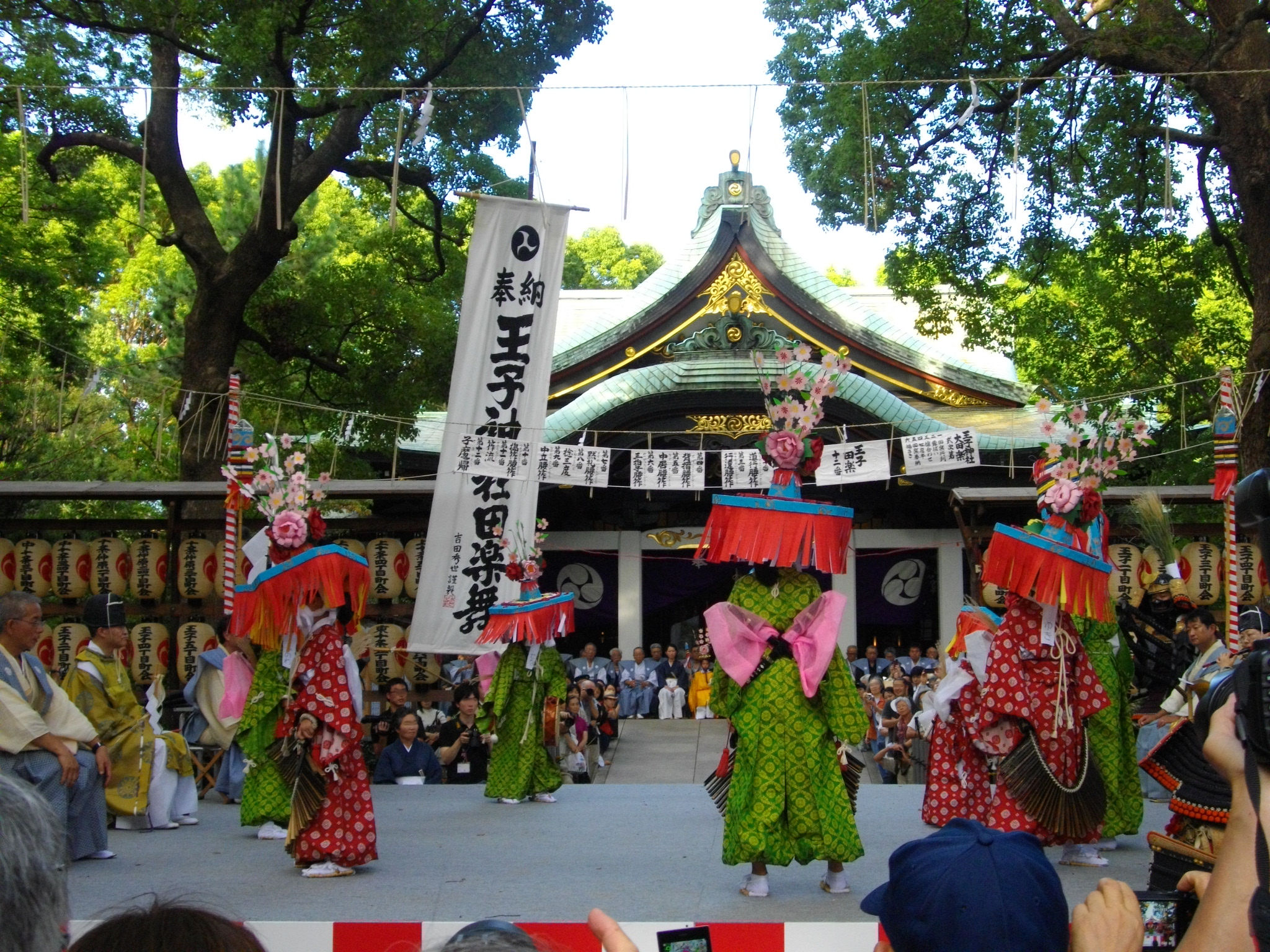
Dengaku
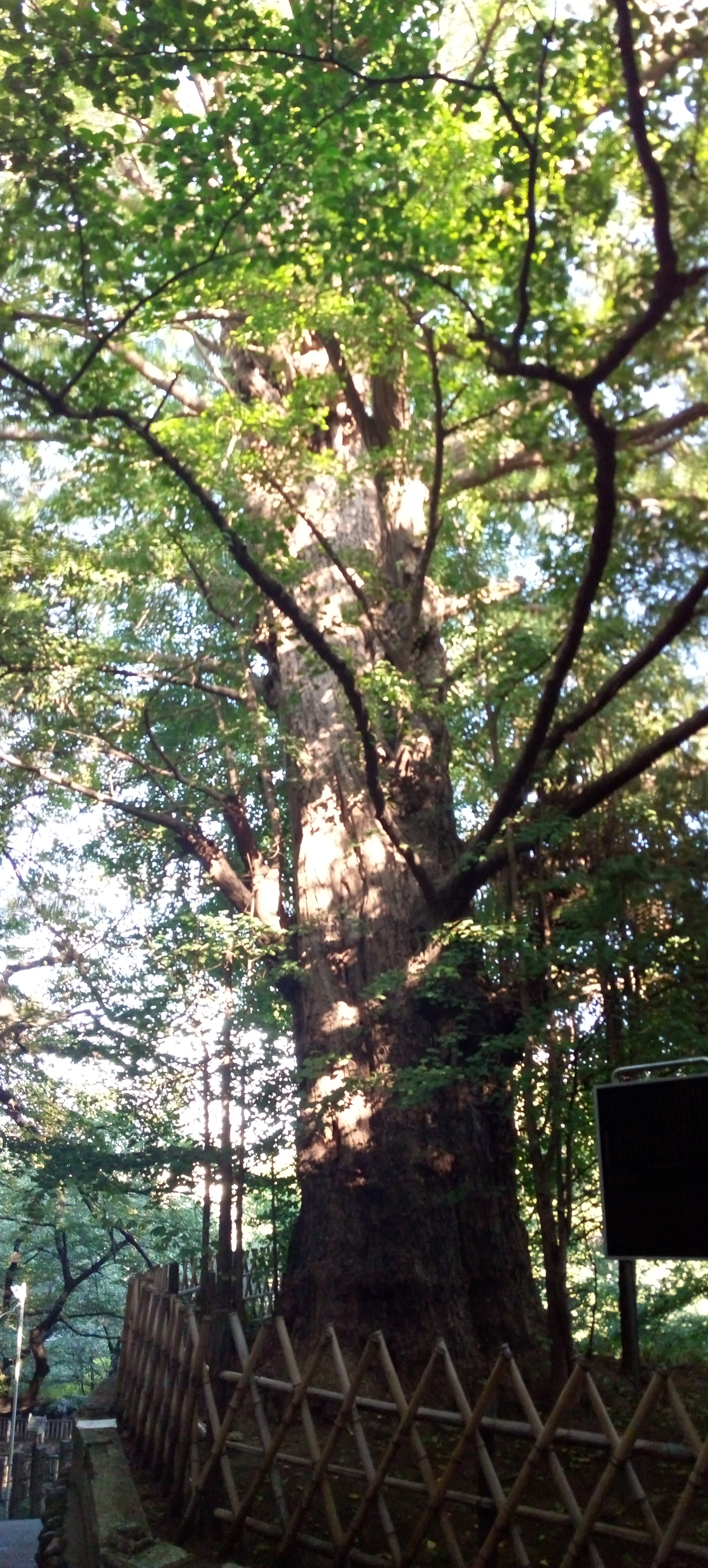
600-letni miłorząb
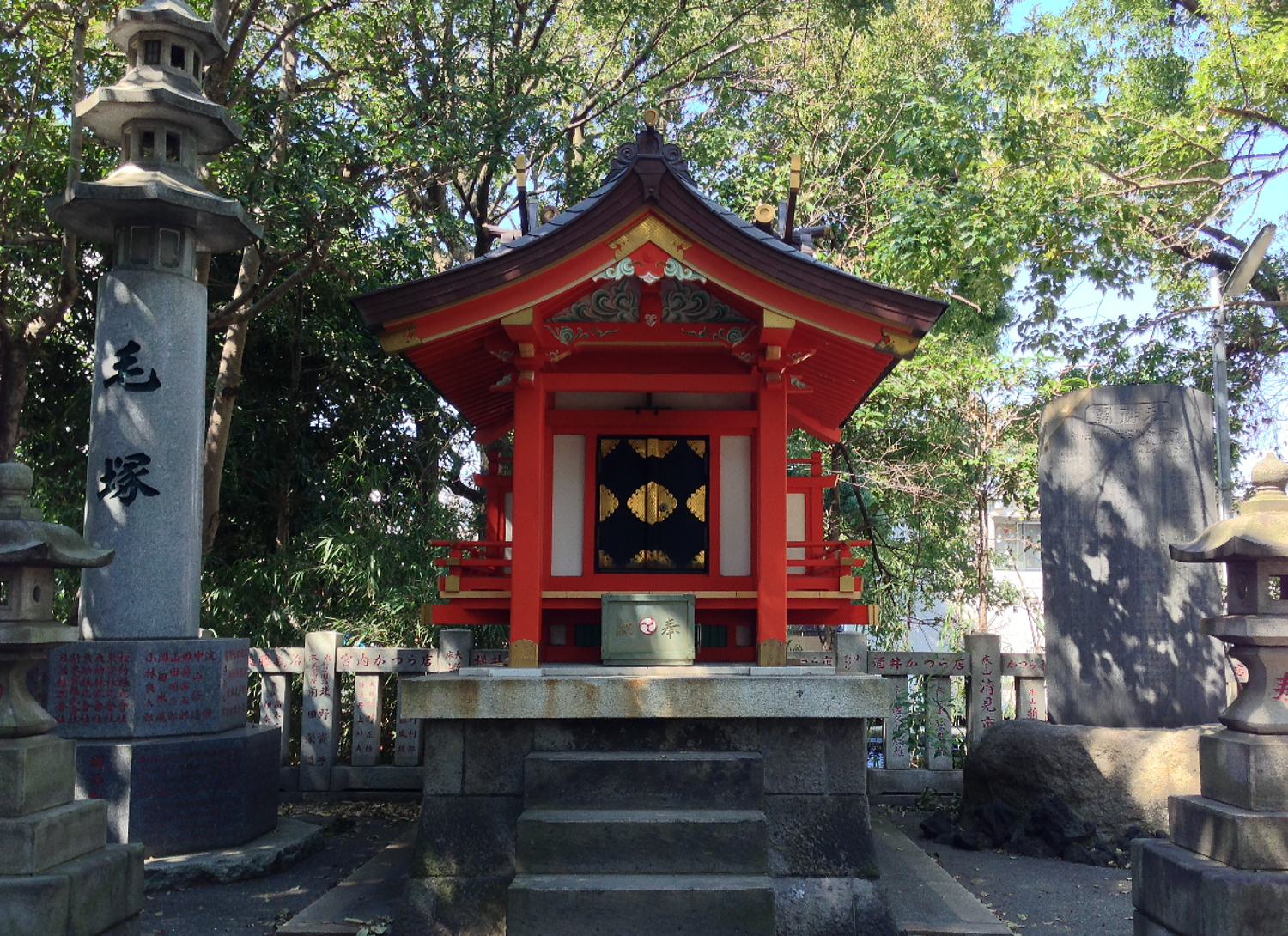
Seki-jinja